# فيتينيو (لاعب كرة قدم مواليد 1998)
فيتينيو (مواليد 24 مارس 1998) هو لاعب كرة قدم برازيلي يلعب في مركز الوسط المهاجم في نادي ريد بل براغانتينو.

## روابط خارجية
- فيتينيو (لاعب كرة قدم مواليد 1998) على موقع قاعدة بيانات كرة القدم.إي يو (الإنجليزية)
- فيتينيو (لاعب كرة قدم مواليد 1998) على موقع Soccerway.com (الإنجليزية)
- فيتينيو (لاعب كرة قدم مواليد 1998) على موقع عالم كرة القدم.نت (الإنجليزية)